# Korccheli
Korccheli (gruz. კორცხელი) – wieś w Gruzji, w regionie Megrelia-Górna Swanetia, w gminie Zugdidi. W 2014 roku liczyła 883 mieszkańców.

## Urodzeni
- Awksenti Rapawa